# Gejša
Gejša (jap. 芸者 osoba umjetnosti) je naziv za profesionalne japanske zabavljačice tradicionalnom japanskom umjetnošću.

## Terminologija
Pojam Gejša sastavljen je od gej (芸) 'umjetnost ili umjetnosti' i ša (者) 'osoba', a nastao je u dijalektu Tokija i preuzet u brojne druge jezike. 
U književnim japanskim jeziku naziva se geiži (芸妓) 'umjetnica', a u dijalektu Kansaija geiko (芸子) 'dijete/djevojka umjetnosti'. 

## Umjetnosti
Gejša je žena, koji proučava drevne umjetnosti i japanski ples i glazbu. Uspješna gejša mora biti graciozna, šarmantna, obrazovana, duhovita i lijepa. Osim toga treba znati pjevati, plesati, slikarstvo, kaligrafiju, ceremoniju čaja i mora znati svirati šamisen, ručni bubanj, flautu i druga glazbala.
Mora znati razgovarati o aktualnim društvenim zbivanjima i poznavati književnost. 
Obuka tradicionalno počinje sa šest godina, šest mjeseci i šest dana. Ali to je sada moguće u dobi od 16 godina i obično traje pet godina.
Gejše obično nastupaju kod proslava ili skupova, te u čajnim kućama (茶屋 chaya) ili tradicionalnim japanskim restoranima (料 亭 Ryōtei). Rezervacije se mogu ugovoriti u kenban (検 番), odnosno u "gejša agenciji", koja organizira događaje i upravlja rasporedom za nastup i trening.

## Vanjske poveznice
- immortalgeisha.com - immortalgeisha
- Izcrpne informacije (engl.)
- informacija  Arhivirana inačica izvorne stranice od 25. listopada 2007. (Wayback Machine) (engl.)
- Fotografje iz Gion Kobu ca. 1950  Arhivirana inačica izvorne stranice od 10. siječnja 2010. (Wayback Machine) (jap.)